# 学校法人早稲田実業学校
学校法人早稲田実業学校（がっこうほうじんわせだじつぎょうがっこう）は、日本の学校法人。

## 所在地
- 東京都国分寺市本町1-2-1

## 概要
早稲田大学系属早稲田実業学校初等部・中等部・高等部を設置する。理事長は、学校法人早稲田大学総長が兼務する慣わしであり、現在は田中愛治。

## 沿革
- 1901年4月 - 早稲田実業中学（修業年限3年）として早稲田中学校校舎内に開校。
- 1902年4月 - 早稲田実業学校に改称。修業年限を予科1年・本科4年・専攻科2年に変更。
- 1903年9月 - 早稲田大学の敷地内に移転。
- 1904年4月 - 修業年限を本科3年・専攻科2年に改定。
- 1907年4月 - 早稲田鶴巻町に校舎を移す。専攻科廃止。本科4年に変更。
- 1908年4月 - 予科2年を再設置。
- 1912年4月 - 夜間部設置。2年制。
- 1913年 - 校歌を制定。
- 1925年4月 - 本科6年に変更（予科廃止）。夜間部4年に延長。
- 1926年4月 - 早稲田商科学校（2年制）を併設。
- 1928年12月 - 昼間部を第一本科・夜間部を第二本科に改める。
- 1929年12月 - 早稲田商科学校を3年制に変更。
- 1933年4月 - 第二本科の修業年限を5年に変更。
- 1942年4月 - 修業年限を5年に短縮。
- 1943年1月 - 修業年限4年に短縮。
- 1944年3月 - 実業学校としての募集停止。同時に早実工業学校を設置し、早稲田商科学校を廃止。
- 1945年10月 - 早実工業学校を廃止。
- 1948年4月 - 第一本科を中・高6年制へ、第二本科を4年制の第二高等部（夜間部）に改編。
- 1963年12月 - 「早稲田実業学校の早稲田大学系列下編入に関する合意書」調印。第二高等部廃止。
- 1964年4月 - 普通科を設置。
- 2001年11月 - 国分寺キャンパスが落成。
- 2002年4月 - 中等部・高等部を男女共学に変更。また、男女共学の初等部を開校。商業科募集停止。